# Sonámbulos
Pour plus de détails, voir Fiche technique et Distribution.
Sonámbulos est un film dramatique espagnol réalisé par Manuel Gutiérrez Aragón et sorti en 1978.
Il s'agit du troisième film de son réalisateur, après Habla, mudita (1973) et Camada negra (1977), ainsi que son premier film mettant en vedette Ana Belén. Dans le film, il met en scène la communication idéologique entre deux personnes pendant la transition espagnole après la dictature de Franco et il représente également une réflexion sur le militantisme politique et la tension qui se crée entre l'engagement et l'obéissance au parti et à la liberté individuelle.

## Synopsis
L'intrigue a pour toile de fond historique les procès de Burgos. Ana, une militante engagée dans la lutte antifranquiste, a apparemment converti certains des soucis de sa vie en symptômes corporels, souffrant d'étranges maladies. Son oncle Norman, ancien médecin interdit d'exercer pour avoir trempé dans du trafic de drogue, lui propose un remède qui peut aider sa maladie cérébrale, mais le prévient que cela peut avoir des conséquences : il produit une telle désinhibition que le patient est placé au-delà du mal et du bien, éthique et convictions. Ana revêt ainsi une double personnalité, princesse imaginaire et véritable révolutionnaire.

## Fiche technique
- Titre original espagnol : Sonámbulos[6]
- Réalisateur : Manuel Gutiérrez Aragón
- Scénario : Manuel Gutiérrez Aragón
- Photographie : Teo Escamilla
- Montage : José Salcedo
- Musique : José Nieto
- Production : José A. Pérez Giner
- Sociétés de production : Profilmes
- Pays de production :  Espagne
- Langues originales : espagnol
- Format : couleurs par Eastmancolor - Son mono - 35 mm
- Durée : 102 minutes
- Genre : drame
- Dates de sortie :
  - Espagne : 25 septembre 1978 (Madrid)

## Distribution
- Ana Belén : Ana
- Norman Briski (es) : Norman
- María Rosa Salgado :  María Rosa
- Lola Gaos : Fatima
- Javier Delgado : Javier
- Laly Soldevila : Laly Soldevila